# Heros severus
Heros severus är en fiskart som beskrevs av Heckel, 1840. Heros severus ingår i släktet Heros och familjen Cichlidae. Inga underarter finns listade i Catalogue of Life.